# 라코노필리아

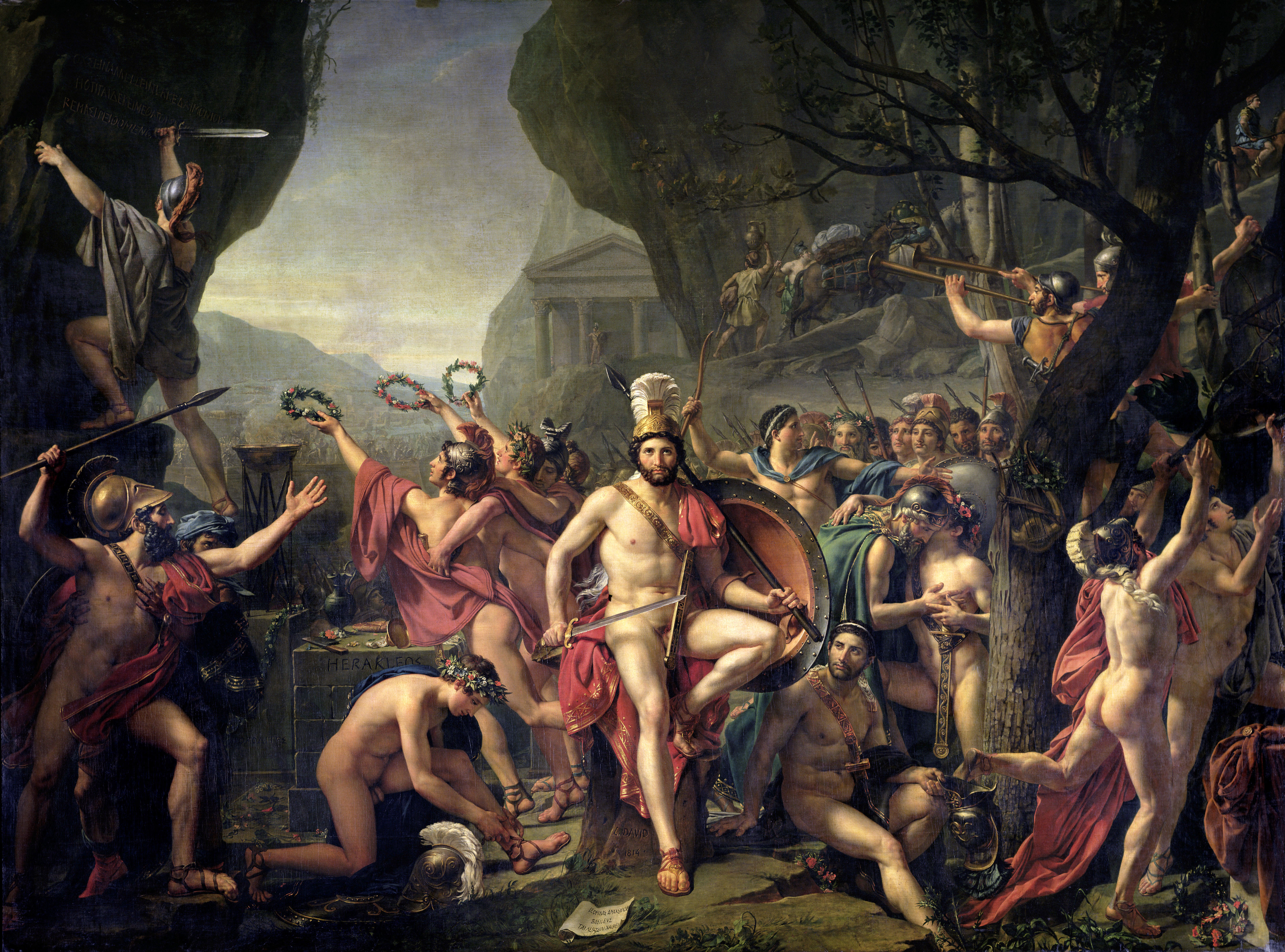
자크루이 다비드의 1814년 작품 테르모필레의 레오니다스

라코노필리아는 스파르타와 스파르타 문화 또는 스파르타 헌법에 대한 사랑 또는 숭배이다. 이 용어는 스파르타인들이 살았던 펠로폰네소스의 일부인 라코니아에서 유래했다.
스파르타인 숭배자들은 일반적으로 그들의 전쟁에서의 용맹과 성공, 그들의 "간결한 (laconic)" 금욕과 자제, 그들의 귀족적이고 덕스러운 방식, 그들의 정치 생활의 안정된 질서, 그리고 삼권으로 구성된 혼합정체 헌법을 칭찬한다. 고대 라콘필리아는 기원전 5세기 초부터 나타나기 시작했으며, 심지어 고대 그리스어: λακωνίζειν (문자 그대로: 라코니아인처럼 행동하다)라는 새로운 동사를 탄생시키기도 했다. 스파르타 도시 국가에 대한 찬사는 그 이후로도 고전 문학에서 계속되었고, 르네상스 시대에 다시 부상했다.
프랑스 고전학자 프랑수아 올리에는 1933년 저서 "르 미라주 스파르티아테(스파르타 신기루)"에서 스파르타에 대한 모든 현존하는 기록이 스파르타인이 아닌 사람들이 쓴 것으로, 종종 지나치게 대상을 이상화했다는 점이 주요 학문적 문제라고 경고했다. "스파르타 신기루"라는 용어는 "그리스와 로마 고대부터 중세와 근대에 이르기까지 스파르타 사회의 특성에 대한 비스파르타 작가들의 작품에서 나타나는 이상화된 왜곡과 발명"을 의미하게 되었다. 스파르타에 대한 이러한 기록들은 대개 작가의 사회적 또는 정치적 관심사와 관련되어 있다. 스파르타인 자신이 쓴 기록은 존재하지 않는다.

## 고대 라콘필리아

### 아테네
고대 아테네에서 라콘주의는 페르시아 전쟁 이후 사상과 감정의 흐름으로 시작되었다. 밀티아데스의 아들 키몬과 같은 일부는 아테네가 페르시아 제국에 대항하여 스파르타와 동맹을 맺어야 한다고 믿었다. 키몬은 헤일로타이 (스파르타의 농노)가 반란을 일으켜 이토미산을 요새화했을 때 아테네인들에게 스파르타를 돕기 위해 병사들을 보내라고 설득했다. 스파르타인들은 민주적인 아테네 사상이 헤일로타이나 페리오이코이에게 영향을 미칠까 봐 아테네인들을 감사하며 돌려보냈다.
일부 아테네인, 특히 상업을 싫어하는 사람들은 폐쇄적인 사회와 소수 지배를 선호했다. 그들은 스파르타 헌법이 그들 자신의 것보다 우월하다고 믿었다. 일부는 심지어 스파르타인들처럼 머리를 길게 기르고 씻지 않은 채 아테네를 돌아다니며 스파르타인의 매너를 흉내 내기도 했다. 기원전 5세기를 배경으로 하는 플라톤의 국가는 소크라테스가 스파르타 또는 크레타 유형의 정치 체제가 "대다수"가 가장 좋아하는 것이라고 주장함으로써 이러한 주장에 신뢰를 더한다.
스파르타군의 도움을 받은 삼십인 정권으로 알려진 극단적인 라콘주의 과두정치 집단이 기원전 404년에 아테네에서 권력을 장악하고 11개월 동안 통치했다. 그러나 그들의 통치는 빠르게 전복되었고 민주주의가 재건되었다.
기원전 371년, 스파르타인들은 레우크트라 전투에서 패배했다. 그 패배의 결과로 스파르타의 동맹국들이 반란을 일으켰고 메세니아의 헤일로타이들이 해방되었다. 그 후, 스파르타 경제는 전문 병사들을 지원할 능력이 줄어들었고, 평등한 시민들 사이의 불평등이 증가했다. 그 결과, 군사적 성공이나 국내 문제의 지침으로서 스파르타의 명성은 크게 약화되었다.

### 철학자들

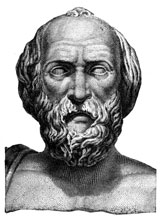
스파르타 헌법의 전설적인 창시자인 리쿠르고스

그럼에도 불구하고 철학자들 사이에는 라콘필리아가 남아있었다. 소크라테스를 따르던 젊은이들 중 일부는 라콘필리아였다. 소크라테스 자신도 스파르타와 크레타의 법률을 칭찬하는 것으로 묘사된다. 소크라테스의 동료인 크리티아스는 스파르타의 지원을 받는 삼십인 정권의 과두정 통치를 가져오는 데 일조했다. 소크라테스의 또 다른 제자인 크세노폰은 아테네에 대항하여 스파르타를 위해 싸웠다. 플라톤 또한 그의 저술에서 민주주의보다 스파르타식 체제를 선호하는 것처럼 보인다. 아리스토텔레스는 크레타와 스파르타가 채택한 종류의 법률이 특히 덕성 있고 법을 준수하는 시민을 양성하는 데 적합하다고 보았지만, 그들 또한 무능하고 부패하며 전쟁 문화를 기반으로 한다고 비판했다.
따라서 그리스 철학은 스파르타 법을 칭찬하는 전통을 물려받았다. 이는 아기스 4세와 클레오메네스 3세가 당시 살아 있던 어떤 사람도 경험하지 못했던 스파르타의 "조상 헌법을 복원"하려 시도했을 때 더욱 강화되었다. 이러한 시도는 리쿠르고스 제도의 붕괴로 끝났고, 나비스는 라코니아에 전제정치를 세웠다.
후세에 그리스 철학자들, 특히 플라톤주의자들은 스파르타를 강하고 용감하며 상업과 돈의 부패로부터 자유로운 이상적인 국가로 자주 묘사했다. 플루타르코스의 기록이 가장 완전한 이러한 묘사들은 많은 세부 사항에서 차이가 난다. 많은 학자들은 이러한 "유토피아"의 어떤 부분이 고대 스파르타인들이 실제로 실천했는지, 그리고 어떤 부분이 클레오메네스 또는 후대 고전 작가들이 발명했는지 재구성하려 시도했다.
로마인들에게는 일종의 관광 명소, 즉 그리스가 검투사 경기에 가장 가까이 제공할 수 있는 아르테미스 오르티아의 의식을 보기 위해 라케다이몬을 방문하는 것이 유행이 되었다.

### 반대 견해
고대 문화에서도 라콘필리아는 절대적인 것이 아니라 경향이었다. 스파르타인 자신들을 제외하고는 리쿠르고스 헌법의 동시대인 중 스파르타를 무조건적으로 칭찬한 사람은 아무도 없었다.
할리카르나소스의 헤로도토스는 스파르타인들을 실제 전투에 직면했을 때를 제외하고는 시골뜨기, 망설임, 비협조적, 부패하고 순진한 모습으로 일관되게 묘사한다. 플라톤은 소크라테스가 주장하기를, 진정으로 단순한 삶을 따르는 국가는 전사 계급을 필요로 하지 않을 것이며, 사치스럽고 공격적인 국가는 플라톤 자신과 같은 철학자 집단이 수호자들을 인도하고 속이기 위해 필요할 것이라고 했다. 크세노폰의 라케다이몬인 헌법에 대한 찬사조차도 순수한 칭찬은 아니다.
아리스토텔레스는 그의 정치학에서 스파르타인들을 비판한다: 헤일로타이는 계속 반란을 일으킨다; 스파르타 여성들은 사치스럽다; 행정관 (특히 에포로스들)은 무책임하다; 아펠라에서 가장 큰 고함으로 결정을 내리는 것은 어리석다; 시민들의 재산은 불평등하다 (그래서 너무 많은 사람들이 시민과 호플리테스가 되기 위해 필요한 자원을 잃는다); 그리고 스파르타인들은 서로 세금을 회피하게 내버려두므로 도시는 가난하고 개별 시민들은 탐욕스럽다. 무엇보다도 스파르타인들은 전쟁 외에는 다른 기술을 알지 못하므로 평화 시에는 무능하고 부패하다. 크레타의 제도는 훨씬 더 나쁘다고 그는 말한다.
스파르타의 붕괴와 이상화 이후에도 폴리비오스는 다음과 같이 썼다. "그러므로 이 장황한 설명에서 나의 목적은 리쿠르고스의 입법이 자국을 절대적으로 안전하게 지키고 자신의 자유를 보존하는 데 전적으로 충분했음을 실제 사실로 명백히 보여주는 것이다. 그리고 이러한 목적에 만족하는 사람들에게는 스파르타의 헌법과 시민 질서보다 더 나은 것이 존재하지도 않았고 앞으로도 존재하지 않을 것임을 인정해야 한다."

## 현대 라콘필리아
스파르타에 대한 찬미는 르네상스 시대에도 계속되었다. 니콜로 마키아벨리는 스파르타가 길고 정적인 존재로 주목할 만하다고 동의했지만, 덕과 영광을 위해서는 로마가 훨씬 더 낫다고 주장했다 (로마사 논고). 엘리자베스 시대 영국의 헌법학자 존 에일머는 튜더 잉글랜드의 혼합정체를 스파르타 공화국과 비교하며, "이제껏 존재했던 가장 고귀하고 잘 통치된 도시인 라케다이모니아 [스파르타를 의미]"를 잉글랜드의 모델로 칭찬했다. 스위스-프랑스 철학자 장자크 루소는 그의 학문예술론에서 스파르타를 아테네와 유리하게 대조하며, 스파르타의 엄격한 헌법이 아테네 생활의 더 교양 있는 본성보다 낫다고 주장했다. 새뮤얼 애덤스는 미국 공화국이 "기독교 스파르타"라는 자신의 이상을 충족시키지 못하는 것에 실망을 표했다.
알렉산더 해밀턴은 당시의 라콘필리아를 비현실적이라며 비웃었다:

우리는 공화국에서 무관심의 필요성을 주제로 지칠 때까지 설교할 수 있지만, 단 한 명의 개종자도 만들지 못할 것이다. 덕스러운 연설가는 자신이나 다른 어떤 사람도 그의 봉사에 대한 합리적인 급여 대신 두 배의 죽에 만족하도록 설득하지 못할 것이다. 우리는 스파르타인의 재산과 아내의 공동체, 그들의 철제 주화, 그들의 긴 수염, 또는 그들의 검은 수프에 곧 화해할 수 있을 것이다. 우리 사회의 상황과 매너에는 완전히 다른 점이 있다; 그리고 호텐토트와 라플란드인들 사이에서 모델을 찾는 것만큼이나 그리스와 로마의 단순한 시대에서 모델을 찾는 것은 우스꽝스럽다.
라콘필리아는 19세기에 중요성이 증대되었다. 스파르타는 혁명 프랑스와 나폴레옹 프랑스에 의해 사회적 순수성의 모델로 사용되었다. 슬라보예 지젝은 "루소부터 자코뱅에 이르는 모든 현대 평등주의 급진주의자들은... 공화국 프랑스를 새로운 스파르타로 상상했다"고 언급했다.

### 초기 시오니즘
초기 시오니스트들, 특히 이스라엘의 키부츠 운동 창시자들은 스파르타 이상에 영향을 받았으며, 특히 자신들이 떠나온 디아스포라 공동체와 관련된 물질주의적 가치를 비하할 때 스파르타 모델을 인용했다. 예를 들어, 키부츠와 팔마흐의 창시자 중 한 명인 타벤킨은 고대 스파르타에 큰 영향을 받았다. 그는 "전사의 교육은 탁아소에서 시작되어야 한다", 아이들은 유치원 나이부터 "산과 계곡에서 밤을 보내며", 싸우는 법을 배우고, 전쟁을 위해 교육받아야 한다고 규정했다.

### 인종 라콘필리아

#### 카를 뮐러

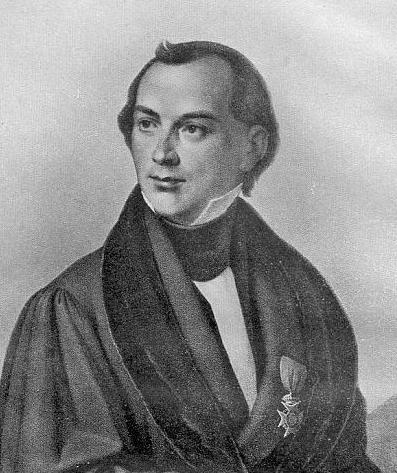
카를 뮐러

카를 오트프리트 뮐러는 스파르타 이상을 스파르타인들이 속한 그리스인의 민족 하위 집단인 도리스인의 인종적 우월성과 연결시키면서 라콘필리아에 새로운 요소를 도입했다. 플루타르코스와 같은 그리스 라콘필리아들은 스파르타인들을 칭찬했지만, 이러한 찬사를 도리스인 전체로 확대하지는 않았다. 플루타르코스는 그들의 헌법 창시자인 리쿠르고스가 부패한 도리스 제도를 물려받았다고 주장했다. 스파르타의 전통적인 적이었던 고대 아르고스 또한 도리스 국가였다. 코린토스, 로도스섬, 시라쿠사는 그리스에서 가장 상업적인 세 도시 중 세 곳도 도리스 국가였다.
그러나 1824년에 뮐러는 도리스 민족의 역사인 "디 도리어"를 썼다. 이 책은 "천 페이지짜리 환상곡"으로 묘사되었으며, 도리스인들을 북쪽에서 그리스로 확장해 온 영웅적이고 고귀한 민족으로 묘사한다. 그는 비교언어학과 자료 비판이라는 새로운 학문을 사용하여 도리스인들이 나중의 영향과 분리될 수 있는 독특한 민족-언어 집단을 대표한다고 주장했다. 그는 도리스인의 기원을 트로이 전쟁의 신화적인 미르미돈족과 그들의 지도자 아킬레우스와 연결시켰다.

#### 나치 라콘필리아
뮐러가 스파르타인의 북방 기원과 인종적 특성을 강조한 것은 후에 북유럽 주인 인종의 우월성 이론인 노르드주의의 발전에 기여했다. 후대의 독일 작가들은 군사적 자기 훈련을 강조하는 현대 프로이센 국가의 모델로 스파르타인을 정기적으로 묘사했다. 이것은 프로이센인과 스파르타인이 원래 같은 인종이라고 주장하는 짧은 단계로 이어졌다. 미국 노르드주의자 매디슨 그랜트가 1916년에 쓴 견해를 프랭크 H. 행킨스는 다음과 같이 요약한다:
스파르타는 도리스 혈통의 순수성 때문에 특히 북방계로 묘사되는 반면, 아테네는 더 혼합적이다. 스파르타는 따라서 북방계의 어디에서나 특징적이고 현대 프로이센에서 예시되는 군사적 효율성, 철저한 조직, 그리고 국가에 대한 개인의 애국적인 희생을 보여주었던 반면, 아테네는 많은 지중해적 요소를 가진 인구의 특징인 지적 탁월함, 불안정성, 극단적인 개인주의, 그리고 반역과 음모의 경향을 보여주었다.
이러한 주장은 한스 F. K. 귄터와 알프레트 로젠베르크 같은 나치 인종 이론가들에 의해 반복되었다. 아돌프 히틀러는 특히 스파르타인들을 칭찬하며 1928년에 독일이 "생존 허용 인원"을 제한함으로써 그들을 모방해야 한다고 권고했다. 그는 "스파르타인들은 한때 그러한 현명한 조치를 취할 수 있었다... 6,000명의 스파르타인에 의한 350,000명의 헤일로타이의 정복은 스파르타인의 인종적 우월성 때문에 가능했다"고 덧붙였다. 스파르타인들은 "최초의 인종주의 국가"를 만들었다.
소련 침공 이후, 히틀러는 슬라브족이 스파르타인 밑의 헤일로타이처럼 다루어져야 한다고 주장했다: "그들 [스파르타인들]은 정복자로 왔고, 모든 것을 가져갔다"고 말하며 독일인도 그렇게 해야 한다고 했다. 한 나치 장교는 "독일인들은 스파르타인의 위치를 차지해야 하고... 러시아인들은 헤일로타이가 될 것이다"라고 명시했다.

### 현대 라콘필리아
현대 라콘필리아는 대중문화에서 특히 테르모필레 전투를 다룬 영화인 300 스파르탄과 같은 영화에서 나타났다. 또한 그래픽 노블인 300과 이를 원작으로 한 영화에서도 분명히 드러난다.
현대 세계에서 "스파르타식"이라는 형용사는 검소함, 절약 또는 사치와 안락함을 피함을 의미하는 데 사용된다. 스파르타인들의 육체적 능력에 대한 명성 때문에 "스파르타인"이라는 이름은 여러 스포츠 팀에서 채택되었다. 미시간 주립 대학교는 1925년에 "스파르타인"을 대학 팀 정체성으로 채택했다. 미시간 스테이트 스파르탄스 외에도 산호세 주립 스파르타인스, 노퍽 주립 스파르타인스 및 다른 팀들이 있다. 축구 클럽으로는 AC 스파르타 프라하 (체코), 스파르탄스 F.C. (스코틀랜드), 함룬 스파르탄스 F.C. (몰타), 스파르타 로테르담 (네덜란드) 등이 있다.

## 같이 보기
- 필헬레니즘

## 참고 문헌
- 카틀리지, P. 스파르타: 새로운 관점 (런던, 1999).
- –––. '소크라테스의 스파르타와 루소의' In: S. Hodkinson, A. Powell (eds.) 스파르타: 새로운 관점 (런던, 1999) 311-337.
- –––. 스파르타인: 고대 그리스 전사 영웅의 세계, 유토피아에서 위기 및 붕괴까지 (우드스톡, 2003).
- 도슨, D. 신들의 도시: 그리스 사상의 공산주의 유토피아 (옥스포드, 1992).
- 퍼거슨, J. 고전 세계의 유토피아 (런던, 1975). 고전 유토피아 문학의 스파르타적 특징을 논한다.
- 호드킨슨, S. '상상 속의 스파르타 정치 체제' In: M.H. 한센 (ed.) 상상 속의 폴리스, Historisk Filosofiske Meddelelser 91 (코펜하겐, 2005) 222–281.
- 예거, W. 파이데이아: 그리스 문화의 이상 ed. trans. H. Gilbert (옥스포드, 1939).
- 젠킨스, R. 빅토리아 시대와 고대 그리스 (옥스포드, 1980).
- 키토, H.D.F. 그리스인들 (미들섹스, 1951).
- 멘들, M. 위험한 입장; 혼합 정부, 왕국 신분, 그리고 "19개 제안에 대한 답변"의 제작 (투스칼루사, 1985).
- 뮐러, K.O. 도리아족의 역사와 유물 trans. H. 터프넬, G.C. 루이스 (런던, 1839).
- 올리에, F. 스파르타 신기루: 고대 그리스 스파르타 이상화에 대한 연구 (파리, 1933).
- 파월, A. & S. 호드킨슨 (eds.) 스파르타의 그림자 (런던, 1994). 크세노폰, 아리스토파네스, 플라톤 등 여러 비스파르타 그리스인들의 스파르타에 대한 견해를 다룬 연구를 포함한다.
- 로슨, E. 유럽 사상의 스파르타 전통 (옥스포드, 1969).
- 스코필드, M. 플라톤: 정치 철학 (옥스포드, 2006).
- 스테 크루아, G.E.M. de 펠로폰네소스 전쟁의 기원 (런던, 1972).
- 타이거스테트, E.N. 고대 고전의 스파르타 전설 I-III (1965–72, 스톡홀름/예테보리/웁살라).
- 터너, F. 빅토리아 시대 영국에서의 그리스 유산 (런던, 1981).

틀:문화적 가치 평가